# Iisalmi

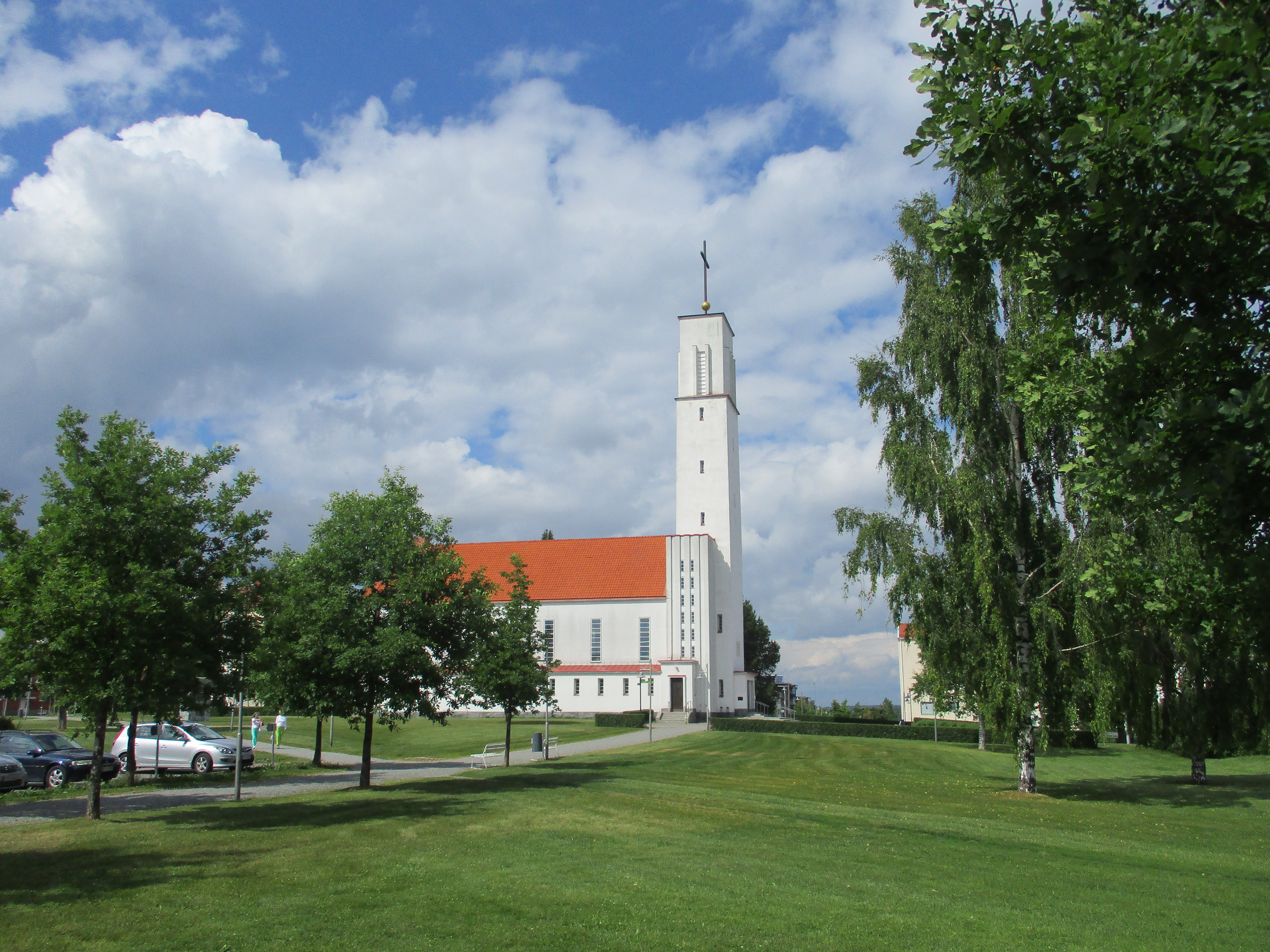
Església de Iisalmi

Iisalmi és una ciutat a la regió de la Savònia del Nord a Finlàndia. Es troba 87 quilòmetres al nord de Kuopio i al sud de Kajaani. Té una població de 20.960 habitants i una extensió de 872,20 km², el que la converteix en la segona més gran de les cinc ciutats del nord de Savònia en població, només Kuopio és més gran. S'hi parla finès.
A la dècada de 2010, Iisalmi és coneguda com una ciutat de la indústria d'exportació, així com una ciutat d'estudi important a la regió.

## Ciutats agermanades
- Võru, Estònia
- Pécel, Hongria
- Notodden, Noruega
- Nyköping, Suècia